# Ostrov u Macochy
Ostrov u Macochy é uma comuna checa localizada na região de Morávia do Sul, distrito de Blansko.